# Tulburare obsesiv-compulsivă

Tulburarea obsesiv-compulsivă (TOC) este o tulburare mintală în care persoana simte nevoia de a îndeplini anumite rutine în mod repetat (numite „compulsii”) sau are anumite gânduri în mod repetat (numite „obsesii”). Persoana este incapabilă să controleze gândurile sau activitățile pentru mai mult de o scurtă perioadă de timp. Compulsii obișnuite sunt spălatul pe mâini, numărarea lucrurilor sau a verifica dacă ușa este încuiată. Unora le poate fi dificil a arunca lucruri care nu mai sunt folosite. Aceste activități au loc într-o asemenea măsură încât viața zilnică a persoanei este afectată negativ. Acestea adesea iau mai mult de o oră din zi. Cei mai mulți adulți realizează că comportamentele lor de acest fel nu au sens. Condiția este asociată cu ticuri, tulburarea de anxietate și un risc crescut de sinucidere.
Cauza este necunoscută. Se pare că sunt anumite componente genetice, doi gemeni identici fiind mai des afectați decât doi gemeni neidentici. Printre factorii de risc sunt o istorie de abuz asupra copilului sau alt eveniment provocator de stres. În urma unor documentări, s-a constatat că unele cazuri au loc în urma unor infecții. Diagnosticul se bazează pe simptome și necesită excluderea unor cauze medicale sau legate de droguri. Scalele de evaluare precum Scala Obsesiv-Compulsivă Yale-Brown (Y-BOCS) pot fi utilizate pentru aprecierea severității. Alte tulburări cu simptome asemănătoare sunt tulburarea de anxietate, tulburarea depresivă majoră, tulburări de alimentație, tulburări legate de ticuri și tulburarea de personalitate obsesiv-compulsivă.
Tratamentul implică consiliere, precum terapia cognitiv comportamentală (TCC) și uneori antidepresive precum inhibitori selectivi de reabsorbție a serotoninei (SSRI) sau clomipramina. TCC pentru TOC implică creșterea expunerii la ceea ce cauzează problemele în timp ce nu permiți comportamentului repetat să aibă loc. În timp ce clomipramina se pare că lucrează la fel de bine ca SSRI, are mai multe efecte adverse, așa că este rezervată ca tratament de a doua linie. Antipsihoticele atipice pot fi folositoare când sunt utilizate în plus față de SSRI în cazuri de rezistență la tratament, dar sunt de asemenea asociate cu un risc înalt de efecte adverse. Fără tratament, condiția adesea rămâne timp de decenii.
Pentru evaluarea severității simptomelor a fost dezvoltată scala Yale-Brown Obsessive Compulsive Scale. Alte tulburări cu simptome similare sunt: tulburarea de personalitate obsesiv-compulsivă (TPOC), tulburări din spectrul autism, ADHD, tulburări de imagine corporală. 
În tratarea acestei tulburări se folosește psihoterapia cognitiv-comportamentală și câteodata medicamente ISRS (inhibitori selectivi ai recaptării serotoninei). Terapia cognitiv-comportamentală în TOC implică creșterea expunerii la gândurile obsesive fără să fie lăsați să realizeze compulsiile.
Tulburarea obsesiv-compulsivă afectează atât adulții cât și copiii și adolescenții. Aproximativ între o treime și jumătate din adulții cu TOC au avut debutul tulburării în copilărie, acest lucru sugerând un continuum al acestei tulburări de anxietate de-a lungul vieții. Sintagma obsesiv-compulsiv a devenit parte din vocabularul românesc și este adesea folosită ca o metodă informală sau caricaturală de a descrie pe cineva care este excesiv de meticulos, perfecționist, sau cu alte cuvinte om cu fixuri.
Tulburarea obsesiv-compulsivă afectează în jur de 2.3% din oameni la un anumit punct al vieții lor. Ratele dintr-un an dat sunt de 1.2% și au loc în toată lumea. Este rar când simptomele încep după vârsta de 35 de ani, iar în jumătate din cazuri problemele se dezvoltă înainte de vârsta de 20 de ani. Bărbații și femeile sunt afectați în mod egal. Termenul „obsesiv-compulsiv” este uneori folosit într-o manieră neoficială fără legătură cu TOC pe a-l descrie pe cineva care este excesiv de meticulos, perfecționist, absorbit sau fixat în alte privințe.

## Semne și simptome
TOC poate fi prezentă cu o varietate largă de simptome. Unele grupe de simptome au loc de obicei împreună. Aceste grupuri sunt uneori văzute ca dimensiuni sau grupuri care oglindesc un proces care stă la bază. Instrumentul standard de evaluare a TOC, Scala Obsesiv-Compulsivă Yale–Brown (Y-BOCS), are 13 categorii predefinite de simptome. Aceste simptome sunt fixate de la trei la cinci grupări. O analiză meta-analitică a structurilor simptomelor au constatat că o structură (grupare) de patru factori este cea mai demnă de încredere.  Grupările remarcate includ un „factor de simetrie”, un „factor al gândurilor interzise”, un „factor de curățare” și un „factor de stocare”.  „Factorul de simetrie” corelează mult cu obsesiile legate de ordine, numărare și simetrie, precum și cu compulsii repetate. „Factorul gândurilor interzise” corelează mult cu gânduri cu caracter de intruziune și dezolante de natură violentă, religioasă sau sexuală. „Factorul de curățare” corelează puternic cu obsesii cu privire la contaminare și compulsii legate de curățare. „Factorul de adunare și păstrare” implică numai obsesii și compulsii legate de adunare și păstrase și a fost identificat ca fiind distinct de alte grupări de simptome. 
Pe când TOC este considerate o tulburare omogenă dintr-o perspectivă neuropsihologică, multe din deficitele neuropsihologice presupuse pot fi cauzate de tulburări comorbide. În plus, unele subtipuri sunt asociate cu dezvoltarea performanței în privința anumitor sarcini, precum recunoașterea modelului (subtipul spălatului) și memoria spațială de lucru (subtipul gândirii obsesive). Subgrupurile sunt de asemenea distinse prin constatări obținute prin neuroimagistică și răspuns la tratament. Studiile legate de neuroimagistică pe această temă au fost prea puține, iar subtipurile examinate s-au deosebit prea mult pentru a obține vreo concluzie. Pe de altă parte, subtipul reacției dependente de tratament au fost studiate, iar subtipul adunării și păstrării a reacționat în mod consistent cel mai puțin la tratament.

### Obsesii

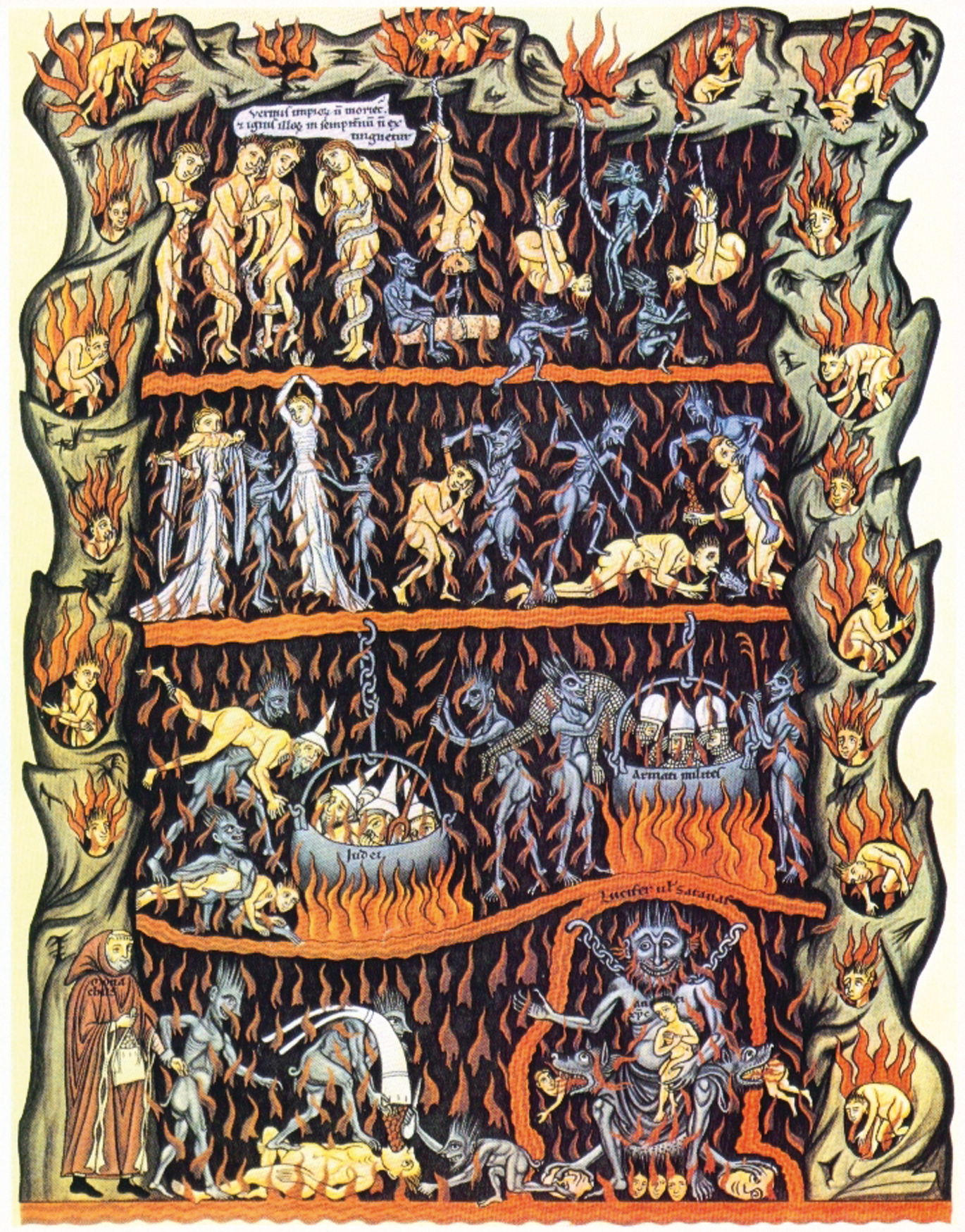
Oamenii cu TOC se pot confrunta cu gânduri intruzive, precum gânduri despre diavol (este arătată o interpretare pictată a iadului)

Obsesiile sunt gânduri care revin și persistă, în ciuda eforturilor de a le ignora sau înfrunta. Oamenii cu TOC îndeplinesc în mod frecvent sarcini sau compulsii, căutând ușurare de pe urma anxietății legate de obsesii. În cadrul și între indivizi, obsesiile inițiale sau gândurile cu caracter de intruziune variază în privința clarității și a vivacității lor. O obsesie relative vagă poate implica o senzație general de dezordine sau tensiune acompaniate de credința că viața nu poate continua normal în timp ce dezechilibrul rămâne. O obsesie mai intense poate fi preocuparea cu gândul sau imaginea că cineva apropiat moare sau gândurile cu caracter de intruziune legate de „corectitudinea relației”. Alte obsesii se preocupă de posibilitatea ca ceva sau cineva—precum Dumnezeu, diavolul sau boala—vor prejudicial fie persoana cu TOC, fie oamenii sau lucrurile la care țin. Alți indivizi cu TOC pot experimenta senzația de ieșiri în afară ce emană din corpurile lor sau au senzația că obiecte neînsuflețite sunt însuflețite.
Unii oameni cu TOC experimentează obsesii sexuale care pot implica gânduri cu caracter de intruziune sau imagini cu „săruturi, atingeri, răsfăț, sex oral, sex anal, relații sexuale, incest și viol” cu „străini, cunoștințe, părinți, copii, membri de familie, prieteni, colegi de serviciu, animale și personalități religioase” și pot include „conținut heterosexual sau homosexual” cu persoane de orice vârstă.  Ca și în cazul altor gânduri sau imagini neplăcute și cu caracter de intruziune, unele gânduri sexuale neliniștitoare din când în când sunt normale, dar oamenii cu TOC e pot acorda o semnificație extraordinară gândurilor. De exemplu, fricile obsesive cu privire la orientarea sexuală pot apărea la o persoană cu TOC și chiar la cei apropiați lor, ca o criză a identității sexuale. În plus, îndoiala care însoțește TOC-ul duce la incertitudine dacă respectivul va face ceva în privința gândurilor deranjate, rezultând autocritică sau aversiune față de sine.
Majoritatea persoanelor cu TOC înțeleg că noțiunile lor nu corespund cu realitatea; totuși, ei simt că trebuie să acționeze ca și cum noțiunile lor sunt corecte. De exemplu, o persoană care se angajează în tezaurizare compulsivă ar putea fi înclinată să trateze materia anorganică ca și cum ar fi avut sensibilitatea sau drepturile organismelor vii, acceptând în același timp că un astfel de comportament este irațional la un nivel mai intelectual. Există o dezbatere dacă tezaurizarea ar trebui sau nu luată în considerare cu alte simptome ale TOC.
TOC se manifestă uneori fără compulsii fățișe, caz în care mai este numită TOC în Principal Obsesional. TOC fără compulsii fățișe ar putea, potrivit unei estimări, caracteriza de la 50 la 60 de procente din cazurile TOC.

### Compulsii

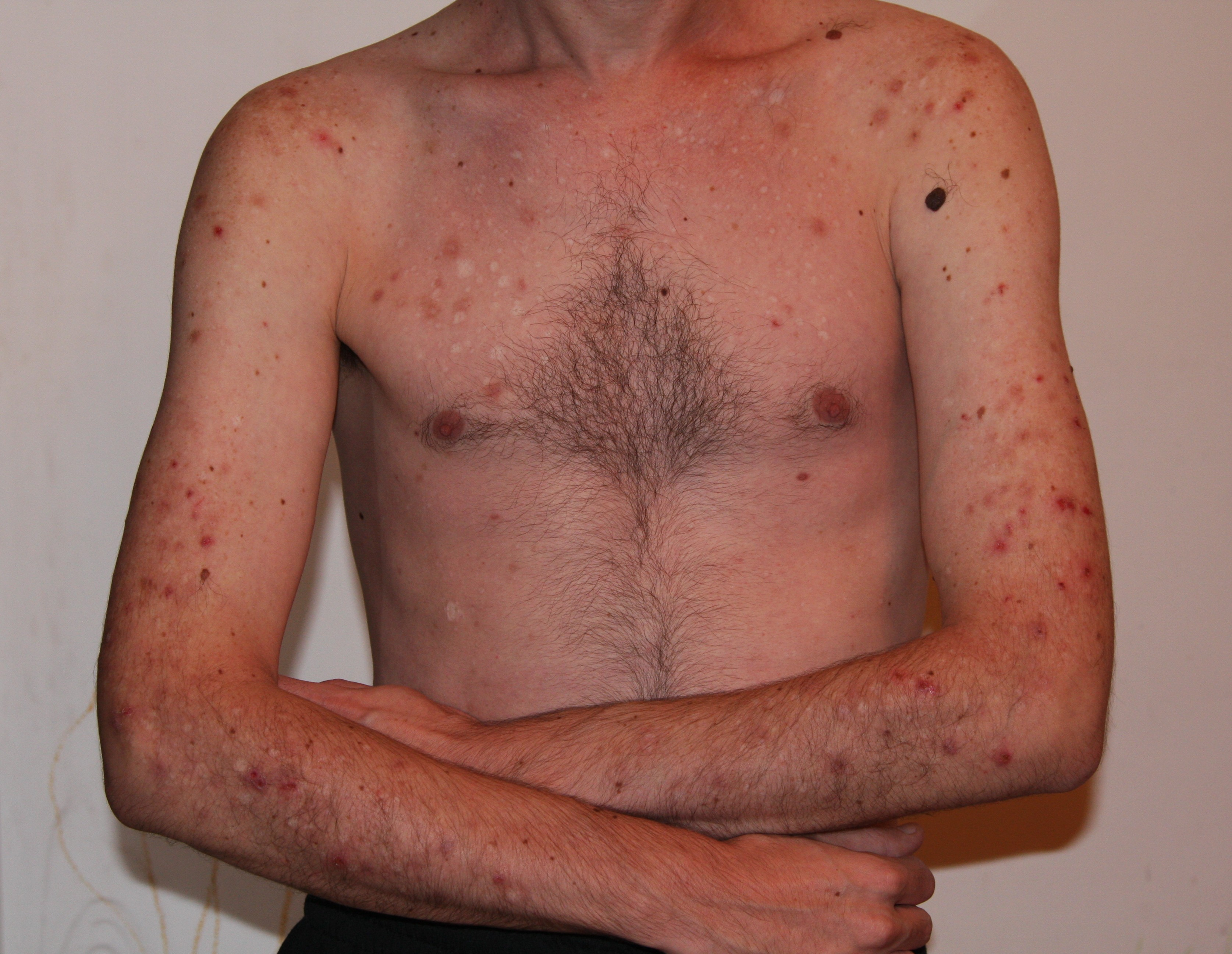
Tulburarea de jupuire a pielii

Unii oameni cu TOC îndeplinesc ritualuri compulsive deoarece simt în mod inexplicabil că trebuie s-o facă, în timp ce alții acționează compulsiv astfel încât să diminueze anxietatea cauzată de anumite gânduri obsesive. Persoana poate simți că aceste acțiuni oarecum fie vor preveni un eveniment de temut de la a avea loc sau vor elimina evenimentul din gândurile lor. În orice caz, raționamentul individului este atât de idiosincratic sau deformat încât are drept consecință suferință semnificativă pentru individul cu TOC sau pentru cei apropiați lui. Excesiva jupuire a pielii, tragere a părului, roadere a unghiilor și alte tulburări de comportament repetitiv fac parte toate din spectrul obsesiv-compulsiv. Unii indivizi cu TOC sunt conștienți că comportamentele lor nu sunt raționale, dar se simt obligați să le urmeze pentru a se apăra de senzațiile de panică sau groază.
Printre compulsiile obișnuite sunt spălatul pe mâini, curățenia, verificarea lucrurilor (e.g., încuietorile de la ușă), acțiunile repetate (e.g., aprinderea și stingerea întrerupătoarelor), ordonarea obiectelor într-un anumit mod și necesitatea de a se reasigura. Compulsiile sunt diferite de ticuri (precum atingerea, baterea, frecarea sau clipirea) și mișcări stereotipate (precum lovirea cu capul, balansarea corpului sau auto-mușcarea), care de obicei nu sunt la fel de complexe și nu sunt precipitate de obsesii. Uneori poate fi dificil de înțeles diferența dintre compulsii și ticurile complexe. De la în jur de 10% până la 40% din indivizii cu TOC au de asemenea o tulburare cu ticuri.
Oamenii se bazează pe compulsii ca o cale de scăpare de gândurile obsesive; în orice caz, sunt conștienți că ușurarea este doar temporară, că gândurile cu caracter de intruziune se vor întoarce în curând. Unii oameni folosesc compulsiile pentru a evita situațiile care le pot declanșa obsesiile. Deși unii oameni fac aceleași lucruri din nou și iarăși din nou, această nu înseamnă că efectuează aceste acțiuni în mod compulsiv. De exemplu, programele de somn, învățarea unei noi abilități și practicile religioase nu sunt compulsii. Dacă comportamentele sunt sau nu compulsii sau doar obișnuințe depinde de contextul în care au loc respectivele comportamente. De exemplu, aranjarea și ordonarea de DVD-uri timp de opt ore din zi e ceva la care te poți aștepta de la cineva care lucrează la un magazine video, dar ar părea anormal în alte situații. Cu alte cuvinte, obiceiurile tind să aducă eficiență vieții cuiva, pe când compulsiile tind să o distrugă.
În plus față de anxietatea și frica care însoțesc TOC-ul, suferinzii pot petrece ore executând anumite compulsii zilnic. În asemenea situații, poate fi greu pentru o persoană să-și îndeplinească lucrul, rolurile familiale sau sociale. În anumite cazuri, aceste comportamente pot de asemenea cauza simptome fizice advers. De exemplu, oamenii care își spală în mod obsesiv mâinile cu săpun antibacterian și apă caldă își pot face pielea roșie și jupuită cu dermatită.
Oamenii cu TOC pot utiliza raționalizări pentru a explica comportamentul lor; în orice caz, aceste raționalizări nu se aplică la întregul comportament ci la fiecare instanță în mod individual. De exemplu, o persoană care verifică în mod compulsive ușa de la intrare poate argumenta că timpul luat și stresul cauzat de o verificare în plus a ușii de la intrare sunt mai mici decât timpul și stresul asociate cu a fi jefuit și așadar a verifica este o mai bună opțiune. În practică, după verificarea respectivă, persoana nu este „încă” sigură și consider că este „încă” mai bine să mai facă o verificat, iar această raționalizare poate continua cât de mult se consider necesar.

### Înțelegere
DSM-V conține trei specificatori pentru nivelul de înțelegere al TOC. Înțelegerea bună și dreaptă se caracterizează prin cunoașterea faptului că convingerile obsesiv-compulsive ar putea fi sau nu adevărate. Slaba înțelegere se caracterizează prin convingerea că credințele obsesiv-compulsive sunt probabil adevărate. Absența înțelegerii face din credințele obsesiv-compulsive gânduri delirante și se manifestă la aproximativ 4% din oamenii cu TOC.

### Idei supraevaluate
Unii oameni cu TOC expun ceea ce este cunoscut drept „idei supraevaluate”. În asemenea cazuri, persoana cu TOC va fi realmente nesigură dacă fricile care o  face să manifeste compulsii sunt iraționale sau nu. După anumite discuții, este posibil de convins individul că fricile sale sunt nefondate. Ar putea fi mai dificil de făcut terapie ERP cu asemenea oameni deoarece s-ar putea să nu dorească să coopereze, cel puțin inițial. Există cazuri severe în care persoana are o convingere neclintită într-un context în care TOC este greu de diferențiat de tulburările psihotice.

### Performanță cognitivă
O meta-analiză din 2013 a raportat că oamenii cu TOC au deficite cognitive ușoare, dar cu o gamă largă, în mod semnificativ în privința memoriei spațiale, într-o măsură mai mica în privința memoriei verbale, cursivității verbale, funcției executive și vitezei de procesare, în timp ce atenția auditivă nu este afectată semnificativ. Persoanele cu TOC prezintă deficiențe în formularea unei strategii organizaționale pentru codificarea informațiilor, set-shifting și inhibarea motorie și cognitivă.
Subtipuri specific ale dimensiunilor simptomelor TOC sunt asociate cu deficite cognitive specifice.  De exemplu, rezultatele unei meta-analize ce a comparat simptomele spălatului și cele legate de verificat a raportat că spălătorii i-au depășit pe cei care verifică la opt din zece teste cognitive. Dimensiunea simptomelor de contaminare și curățenie poate fi asociată cu scoruri mai mari la testele de inhibiție și memorie verbală.

### Copii
Aproximativ 1–2% din copii sunt afectați de TOC. Simptomele tulburării obsesiv-compulsive tind să se dezvolte mai frecvent la copiii care au vârsta de la 10 la 14 ani, băieții prezentând simptome la o vârstă mai timpurie și la un nivel mai sever decât fetele. La copii, simptomele pot fi grupate în cel puțin patru tipuri.

## Cauze
Cauza este necunoscută. Se crede că atât factorii de mediu cât și cei genetici joacă un rol. Printre factorii de risc sunt o istorie de abuz asupra copilului sau alt eveniment care induce stres.

### Genetică
Se pare că există anumite elemente genetice, gemenii identici fiind mai des afectați decât gemenii non-identici. Mai mult, există o mai mare probabilitate ca indivizii cu TOC să aibă membri ai familiei care au aceleași tulburări decât cei care nu au TOC. În cazurile în care TOC se dezvoltă în timpul copilăriei, există mai multă legătură familială cu tulburarea decât în cazurile în care TOC se dezvoltă mai târziu la maturitate. În general, factorii genetici sunt prezenți la 45–65% din variabilitatea simptomelor la copiii diagnosticați cu această tulburare. Un studiu din 2007 a găsit semne care susțin posibilitatea unui risc ereditar de TOC.
O mutație a fost descoperită în gena transportatoare de serotonină, hSERT, la familii cu TOC fără legătură de rudenie.
O analiză sistematică a descoperit că nici o alelă nu este asociată cu TOC, la caucazieni alela L este asociată cu TOC. O altă meta-analiză a remarcat un risc crescut la cei cu alela homozigotă S, dar a descoperit că genotipul LS ca nefiind asociat cu TOC.
Un studiu de asociere pe scară largă a genomului a constatat că TOC este legat de SNP-uri lângă BTBD3 și două SNP-uri în DLGAP1 într-o analiză bazată pe trio, dar niciun SNP nu a atins semnificație atunci când a fost analizat cu date de control caz.
O meta-analiză a descoperit o mică dar semnificativă asociere între un polimorfism din SLC1A1 și TOC.
Relația dintre TOC și COMT este neconsecventă, o meta-analiză susținând o asociere semificativă, doar că numai la bărbați, iar o altă meta-analiză a susținut că nu există nici o asociere.
Psihologii evoluționiști au postulat că versiunile moderate ale comportamentului compulsiv ar fi putut avea avantaje evolutive. Exemplele ar fi verificarea constantă moderată a igienei, a focarului sau a mediului pentru inamici. În mod similar, tezaurizarea ar fi putut avea avantaje evolutive. În această perspectivă, TOC poate fi „coada” statistică extremă a unor astfel de comportamente, posibil datorită unei cantități mari de gene predispozante.

### Autoimun
O ipoteză controversată este că unele cazuri de izbucnire rapidă a TOC la copii și adolescenți poate fi cauzată de un sindrom ce are legătură cu Grupa A a infecțiilor streptococe, cunoscute ca tulburări neuropsihiatrice autoimune pediatrice asociate cu infecțiile streptococe (PANDAS).
O analiză a studiilor ce examinează anticorpii ganglionilor anti-bazali la TOC a constatat un risc crescut de a avea anticorpi ganglionari antibazali la cei cu TOC versus populația general.

## Diagnostic
Diagnosticul oficial poate fi dat de un psiholog, psihiatru, lucrător social clinic sau alt profesionist licențiat în sănătatea mintală. Pentru a fi diagnosticat cu TOC, o persoană trebuie să aibă obsesii, compulsii sau ambele, potrivit Diagnostic and Statistical Manual of Mental Disorders (DSM).  
Referința rapidă la ediția din 2000 a DSM afirmă că mai multe caracteristici caracterizează obsesii și compulsii semnificative clinic. Unele obsesii, spune DSM, sunt gânduri, impulsuri sau imagini recurente și persistente, care sunt experimentate ca unele ce au caracter de intruziune și care cauzează suferință sau anxietate pronunțată. Aceste gânduri, impulsuri sau imagini sunt de un grad sau tip care se află în afara gamei normale de îngrijorări cu privire la probleme convenționale. O persoană poate încerca să ignore sau să suprime aceste obsesii sau să le neutralizeze cu alte cuvinte sau acțiuni și va tinde să recunoască obsesiile ca fiind idiosincratice sau iraționale.
Compulsiile devin semnificative din punct de vedere clinic atunci când persoana se simte dirijată spre a le practica ca reacție la o obsesie sau potrivit unor reguli care trebuie aplicate rigid și când persoana în consecință simte sau cauzează suferință semnificativă. Așadar, în timp ce mulți oameni care nu suferă de TOC pot efectua acțiuni adesea asociate cu TOC (precum ordonarea obiectelor într-o camera după înălțime), ceea ce distinge TOC din punct de vedere clinic este faptul că persoana care suferă de TOC „trebuie” să efectueze aceste acțiuni, altfel va experimenta suferință psihologică semnificativă. Aceste comportamente sau acțiuni mentale au scopul de a preveni sau reduce suferința sau de a preveni un eveniment sau o situație de temut; în orice caz, aceste activități nu conectate în mod logic sau practice la problem sau sunt în exces. În plus, la un anumit punct din timpul manifestării tulburării, individul trebuie să realizeze că obsesiile sau compulsiile sale sunt nerezonabile sau excesive. 
În plus, obsesiile sau compulsiile trebuie să consume timp (luând mai mult de o oră din zi) sau să cauzeze probleme în activitatea social, ocupațională sau scolastică. Este de ajutor de măsurat severitatea simptomelor înainte și în timpul tratamentului pentru TOC.   În plus pe lângă estimarea timpului petrecut zilnic în confruntare cu gândurile sau comportamentele obsesiv-compulsive, instrumente concrete pot fi utilizate pentru a aprecia condiția oamenilor. Aceasta se poate face cu scalele ratelor, precum Scala Obsesiv-Compulsivă Yale–Brown (Y-BOCS). Cu măsurători de acest fel, constația psihiatrică poate fi determinate mai corespunzător deoarece este standardizată.
TOC este uneori plasată într-un grup de tulburări numit spectrul obsesiv-compulsiv. 

### Diagnostice diferențiale
TOC este adesea confundată cu condiția separată tulburare de personalitate obsesiv-compulsivă (TPOC). TOC este egodistonic, ceea ce înseamnă că tulburarea este incompatibilă cu conceptul de sine al suferindului. Deoarece tulburările egodistonice merg împotriva conceptului de sine a persoanei, tind să cauzeze multă suferință. TPOC, pe de altă parte, este egosintonică—marcată de acceptarea de către persoană a faptului că caracteristicile și comportamentele afișate ca consecință sunt compatibile cu imaginea lor de sine sau sunt de altfel adecvate, corecte sau rezonabile. 
Ca rezultat, oamenii cu TOC sunt adesea conștienți că comportamentul loc nu este rațional, sunt nefericiți din cauza obsesiilor lor, dar totuși se simt constrânși de ele. Din contra, oamenii cu TPOC nu sunt conștienți de nimic anormal; vor explica prompt de ce acțiunile lor sunt raționale, este de obicei imposibil să-I convingi de altceva și tind să primească plăcere din obsesiile și compulsiile lor.

## Management
O formă de psihoterapie numită „terapie cognitiv comportamentală” (CBT) și medicamentele psihotrope sunt tratamente de primă linie pentru TOC. Alte forme de psihoterapie, precum psihodinamica și psihanaliza pot ajuta la stăpânirea anumitor aspect ale tulburării, dar în 2007 Asociația Americană de Psihiatrie (APA) a remarcat o lipsă de studii verificate care să arate eficiența „în lupta contra simptomelor principale a TOC”. Faptul că mulți indivizi nu caută tratament poate fi cauzat în parte de stigmatizarea asociată cu TOC.

### Terapie

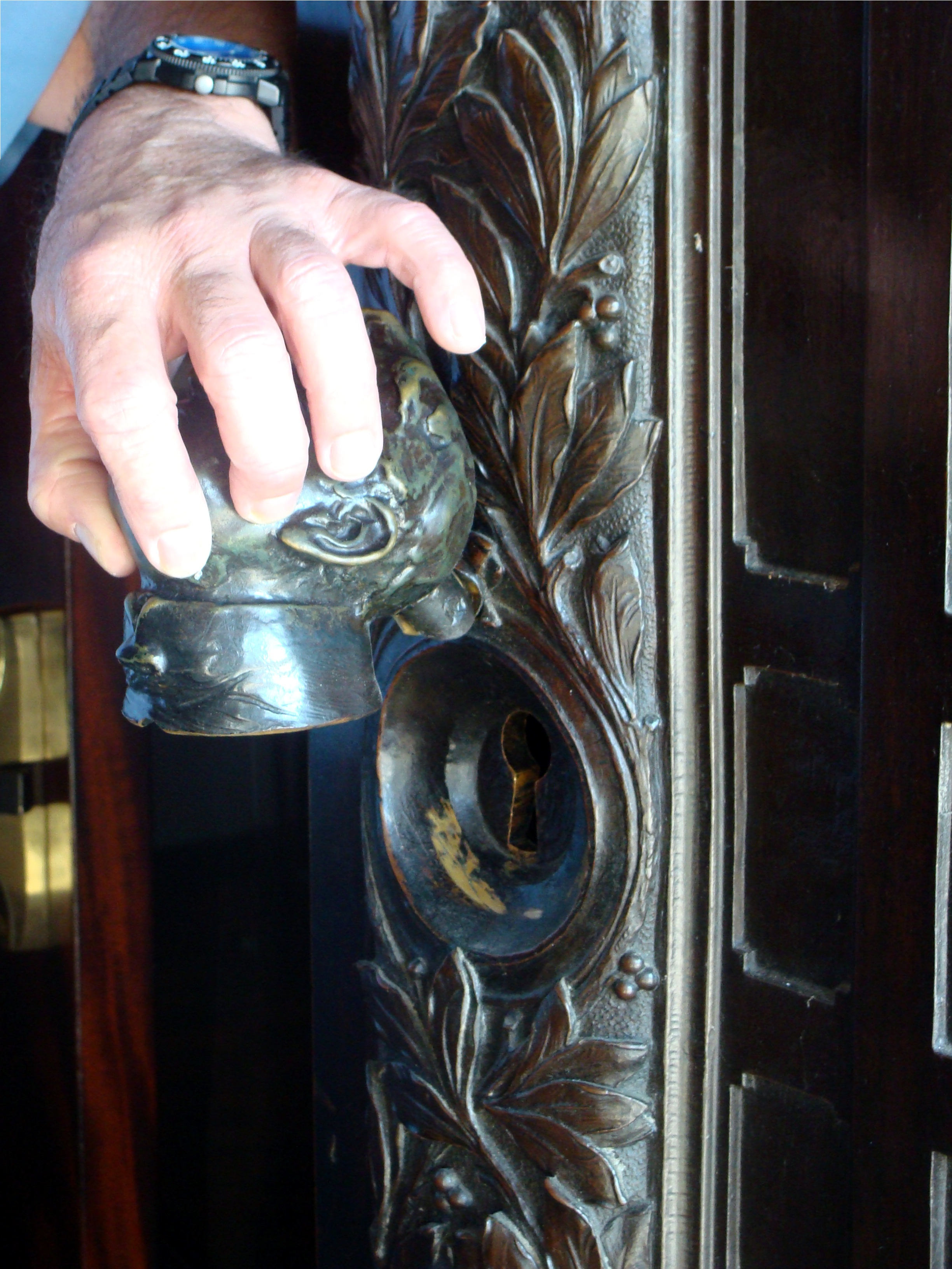
One exposure and ritual prevention activity would be to check the lock only once, and then leave

Tehnica specifică folosită pentru TOC este numită terapia de expunere (ERP), care implică a învăța persoana să intre în mod deliberat în contact cu situațiile are îi cauzează frici și gânduri obsesive („expunere”), fără a executa acțiunile compulsive uzuale asociate cu obsesia („prevenția reacției”), persoana învățând treptat să tolereze disconfortul și anxietatea asociate nu lipsa practicării comportamentului ritualic.  La început, de exemplu, cineva ar putea atinge ceva „contaminat” doar foarte ușor (precum un material care a fost atins de alt material care a fost atins de partea de sfârșit a unei scobitori, care a fost atinsă de o carte care a fost adusă dintr-o locație contaminate, precum școala). Aceasta este „expunerea”. „Prevenirea ritualului” constă în a nu se spăla. Un alt exemplu poate fi părăsirea casei și verificarea lacătului doar o dată (expunere) fără a te întoarce și a verifica din nou (prevenția ritualului).  Persoana se deprinde destul de repede cu situația producătoare de anxietate și descoperă că nivelul de anxietate scade considerabil; apoi, se poate progresa prin atingerea a ceva și mai „contaminat” sau a nu verifica lacătul deloc—din nou, fără a se efectua comportamentul ritualic de spălare sau verificare.
Terapia de expunere are o puternică bază dovedită și este considerate cel mai eficient tratament pentru TOC. Oricum, această afirmație a fost pusă la îndoială de mulți cercetători în 2000 care au criticat calitatea multor studii.
Este în general acceptat că psihoterapia, în combinație cu medicația psihiatrică, este mai eficientă decât orice opțiune de una singură. 

### Medicația

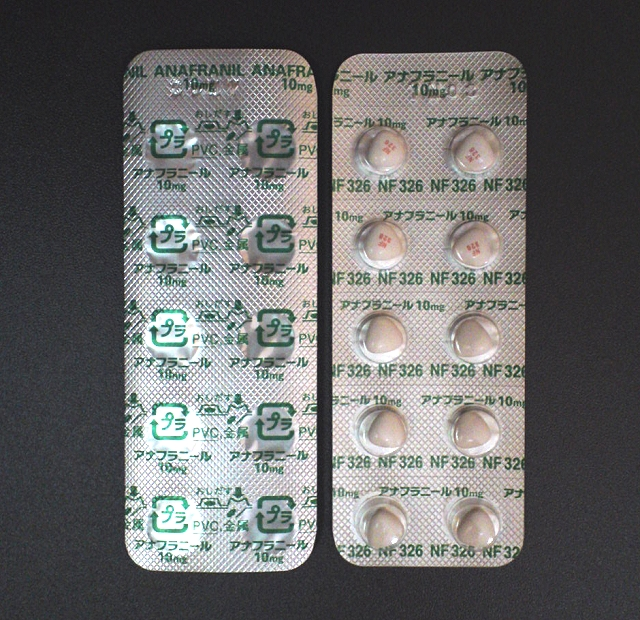
A blister pack of clomipramine under the brand name Anafranil

Medicamentele cele mai frecvent utilizate sunt cele din categoria SSRI. Clomipramina, medicament ce aparține clasei antidepresivelor triciclice, pare să lucreze la fel de bine ca SSRI, dar are o mai mare rată de efecte adverse.
SSRI sunt un tratament de linia a doua pentru tulburarea obsesiv-compulsivă (TOC) la adulți cu deficiență funcțională blândă și constituie tratament de primă linie la cei cu deficiență moderată sau severă. La copii, SSRI poate fi considerat ca fiind terapie de linia a doua pentru cei cu deficiență de la moderată la severă, cu monitorizare atentă a efectelor psihiatrice adverse. SSRI-urile sunt eficiente în tratarea TOC; oamenii tratați cu SSRI sunt aproximativ de două ori mai înclinați să răspundă la tratament decât cei tratați cu placebo. Eficiența a fost demonstrată atât în privința încercărilor de tratament pe termen scurt (6–24 luni) cât și a întreruperii tratamentul timp de 28–52 luni.
În 2006, instrucțiunile National Institute of Clinical and Health Excellence (NICE) au recomandat utilizarea de antipsihotice pentru cazurile de TOC care nu se ameliorează prin tratamentul cu SSRI. În privința TOC, există dovezi preliminare că poate fi de ajutor risperidona și argumente insuficiente în favoarea utilizării olanzepinei.  Quetiapina nu este mai bună decât placebo în privința rezultatelor inițiale, dar s-au găsit efecte mici în ceea ce privește scorul YBOCS . Eficiența quetiapinei și a olanzepinei este insuficient de clară din cauza numărului insuficient de studii. Un articol analitic din 2014 s-a referit la două studii care indică că antiprazola este „eficientă pe termen scurt” și a găsit că „este un efect de dimensiune mica în cazul risperidonului sau a anti-psihoticelor în general pe termen scurt”; în orice caz, autorii studiului n-au găsit „nici o dovadă a eficienței quetiapinei sau olanzepinei în comparație cu placebo.” În timp ce quetiapina poate fi folositoare când este utilizată în plus pe lângă un SSRI în cadrul unui tratament de rezistență la TOC, aceste droguri sunt slab tolerate și au efecte metabolice adverse care le limitează uzul.  Nici unul dintre antipsihoticele atipice nu pare a fi folositor când este utilizat de unul singur. O altă analiză susține că nu este nici o dovadă în favoarea utilizării primei generații de antipsihotice în caz de TOC.
Niște instrucțiuni ale APA sugerează că deztroamfetamina poate fi considerată utilă după ce au fost încercate tratamente mai bine susținute.

### Proceduri
S-a constatat că terapia prin electroșoc (ECT) poate fi eficientă în anumite cazuri severe sau refractare.
Intervenția chirurgicală poate fi folosită ca ultimă resursă pentru oamenii a căror simptome nu se ameliorează cu alte tratamente. Când este folosită această procedură, o leziune chirurgicală este făcută pe o suprafață a creierului (girusul cingular). Într-un studiu, 30% din participanți au beneficiat semnificativ de pe urma acestei proceduri. Stimularea cerebrală profundă și stimularea nervului vag sunt opțiuni chirurgicale posibile care nu necesită distrugerea țesutului creierului. În Statele Unite, Food and Drug Administration a aprobat stimularea cerebrală profundă pentru tratarea TOC sub o scutire prin procedeu umanitar care cere care procedura să fie efectuată numai într-un spital cu specialiști calificați s-o facă.
În Statele Unite, intervenția psihochirugicală pentru TOC este un tratament ca ultimă resursă și nu este efectuat până când n-au eșuat mai multe încercări de tratare prin medicație (cu doză totală) cu augmentare și multe luni de terapie cognitiv-comportamentală intense cu terapie de expunere. De asemenea, în Regatul Unit, intervenția psihochirurgicală nu poate fi efectuală până cursul tratamentului dirijat de un terapeut cognitiv-comportamental calificat în mod corespunzător n-a fost executat. 

### Copii
Tratamentul terapeutic poate fi eficient în reducerea comportamentelor ritualice a TOC la copii și adolescenți. Asemenea tratamentului pentru adulții cu TOC, terapia cognitiv-comportamentală rămâne un tratament eficient și validat de primă linie pentru TOC la copii.  Implicarea familiei, sub forma observațiilor și relatărilor cu privire la comportament, este o componentă cheie a succesului unor asemenea tratamente. Intervențiile parentale de asemenea aduc de asemenea reîntărire pentru copilul care manifestă comportamente specifice ca alternative la reacțiile compulsive. Într-o meta-analiză recentă a tratamentului dovedit al TOC la copii, terapia cognitiv comportamentală a individului ajutat de familie a fost etichetată ca fiind „probabil eficientă”; fiind stabilită ca fiind una dintre tratamentele psihosociale principale pentru tratarea TOC. După unul sau doi ani de terapie, în care copilul învață natura obsesiei sale și dobândește strategii de a face față, copilul poate obține un mai mare cerc de prieteni, manifesta mai puțină timiditate și deveni mai puțin auto-critic.
Deși cauzeze TOC la grupele de vârstă mai tinere variază de la anormalități ale creierului la preocupări psihologice, stresuri ale vieții precum hărțuirea sau decese familiale traumatizante pot de asemenea contribui la cazurile TOC din copilărie, iar recunoașterea acestor factori de stres poate de asemenea juca un rol în tratarea tulburării.

## Epidemiologie
no data
     <45
     45–52.5
     52.5–60
     60–67.5
     67.5–75
     75–82.5
     82.5–90
     90–97.5
     97.5–105
     105–112.5
     112.5–120
     >120

Ratele estimate ale anilor de viață ajustați cu incapacitate pentru tulburare obsesiv-compulsivă per 100,000 de locuitori în 2004.
no data
<45
45–52.5
52.5–60
60–67.5
67.5–75
75–82.5
82.5–90
90–97.5
97.5–105
105–112.5
112.5–120
>120

Tulburarea obsesiv-compulsivă afectează în jur de 2.3% din oameni la un anumit punct al vieții lor. Ratele din timpul unui an dat sunt de în jur de 1.2% și au loc în toată lumea. Sunt rare situațiile când simptomele încep după vârsta de treizeci și cinci și la jumătate din oameni problemele apar înainte de douăzeci de ani. Bărbații și femeile sunt afectați în mod egal.

### Condiții asociate
Oamenii cu TOC pot fi diagnosticați cu alte condiții, alături sau în loc de TOC, precum anterior menționata tulburare de personalitate obsesiv-compulsivă, tulburare depresivă majoră, tulburare bipolară, tulburare de anxietate generalizată, anorexie nervoasă, tulburare de anxietate socială, bulimie nervoasă, sindromul Tourette, tulburarea de spectru autist, ADHD, dermatilomanie (jupuire compulsivă a pielii), dismorfofobie și tricotilomanie (tragere a părului). Mai mult de 50 de procente din oameni experimentează tendinței suicidare și 15 procente au încercat să se sinucidă. Depresia, anxietatea și încercările precedente de suicid cresc riscul de încercări viitoare de sinucidere.
S-a constatat că indivizii cu TOC sunt afectați de tulburarea fazei de somn întârziat la o rată substanțial mai mare decât publicul general. Mai mult, anumite simptome ale TOC sunt în mod consistent asociate cu tulburări mai mari de somn. Reducerea perioadei de somn și a eficienței somnului au fost remarcate la oamenii cu TOC, începutul și sfârșitul târziu al somnului și prevalența crescută a tulburării fazei de somn întârziat.
La nivel comportamental, există anumite cercetări care demonstrează o legătură între dependența de droguri și TOC. De exemplu, există un mai mare risc de dependență de droguri la cei cu tulburare de anxietate (poate ca o metodă de a face față nivelurilor înalte de anxietate), dar dependența de droguri la persoanele cu TOC poate servi ca un tip de comportament compulsiv și nu doar ca un mecanism de a face față situației. Depresia este de asemenea foarte răspândită între oamenii cu TOC. O explicație pentru rata înaltă de depresie în cadrul populației cu TOC a fost date de Mineka, Watson și Clark (1998), care au explicat că oamenii cu TOC (sau altă tulburare de anxietate) se pot simți depresivi din cauza unui tip de senzație „în afara controlului”.
Cineva care prezintă semne TOC nu are neapărat TOC. Comportamentele care se prezintă ca (sau par a fi) obsesive sau compulsive pot fi găsite și în alte condiții, inclusiv tulburarea de personalitate obsesiv-compulsivă (TPOC), tulburarea spectrului autist, tulburări în care perseverența este o posibilă caracteristică (ADHD, PTSD, tulburări corporale sau probleme de obicei) sau subclinic.
Unii care au TOC au trăsături asociate în mod tipic cu sindromul Tourette, precum compulsii care pot da impresia că se aseamănă cu ticurile motoare; această situație a fost denumită „TOC legat de ticuri” sau „TOC Tourettic”.
Un mit propagat de Sigmund Freud legat de inteligența peste medie a celor cu TOC a fost recent infirmat.
TOC se întâmplă adesea alături atât de tulburarea bipolară și tulburarea depresivă majoră. Între 60-80% din cei cu TOC experimentează un episod depresiv major în timpul vieții. S-a raportat că ratele de comorbiditate sunt între 19–90% din cauza diferențelor metodologice. Între 9–35% din cei cu tulburare bipolară au de asemenea TOC, în comparație cu 1–2% din populația generală. În jur de 50% din cei cu TOC experimentează trăsături ciclotimice sau episoade hipomanice.  TOC este de asemenea asociată cu tulburările de anxietate. Comorbiditatea pe viață în cazul TOC s-a raportat a fi de 22% pentru fobie specifică, 18% pentru tulburare de anxietate socială, 12% pentru tulburare de panică și 30% pentru tulburare de anxietate generalizată. S-a raportat că rata de comorbiditate pentru TOC și ADHD este de 51%.

## Prognoză
Calitatea vieții este redusă în toate domeniile în caz de TOC. În timp ce tratamentul psihologic sau farmacologic poate duce la o reducere a simptomelor TOC și la o creștere în QoL, simptomele pot persista la niveluri moderate chiar dacă sunt urmate cursuri de tratament adecvat, iar perioade complet libere de simptome sunt rare.  În privința TOC-ului pediatric, în jur de 40% au încă tulburarea la maturitate, iar în jur de 40% prezintă ameliorări.

## Istorie
În secolul șapte, Ioan Scărarul face referire la o situație în care un călugăr tânăr chinuit de „tentații de blasfemie” constante și copleșitoare consultă un călugăr mai în vârstă,:212 care i-a zis, „ Fiule, iau asupra mea toate păcatele pe care aceste tentații te-au făcut sau te pot face să le comiți. Tot ce cer de la tine este ca pentru viitor să nu le dai atenție deloc.”:212 '„Norul necunoașterii”, text mistic creștin de la sfârșitul secolului paisprezece, recomandă lupta cu obsesiile care se repetă prin încercarea de a le ignora inițial,:213 iar, dacă aceasta eșuează, „ghemuiește-te în fața lor ca un sărac nenorocit și un laș biruit în bătălie și socotește că îți pierzi timpul dacă lupți mai mult împotriva lor”,:213 tehnică cunoscută în prezent ca „inundare emoțională”.:213
În Europa secolelor 14-16, se credea că oamenii care experimentează gânduri de blasfemie, sexuale sau alte gânduri obsesive sunt posedați de diavol.:213 Având la bază acest raționament, tratamentul implica izgonirea „răului” din persoana „posedată” prin exorcisme. Marea majoritate a oamenilor care gândeau că sunt posedați de diavol nu sufereau de halucinații sau alte „simptome spectaculoase”,:213 dar „se plângeau de anxietate, frici religioase și gânduri rele.”:213 În 1584, o femeie din Kent, Anglia, pe nume Mrs. Davie, descrisă de justiția păcii ca fiind „o soție bună”,:213 a fost aproape arsă pe rug după ce a mărturisit că experimentează impulsuri constante și nedorite de a-și ucide familia.:213
Termenul englez „obsesiv-compulsiv” provine de la termenul tradus pentru a descrie primele concepții despre TOC, dezvoltate de Carl Westphal, „zwangsvorstellung”. Descrierea lui Westphal a continuat să-l influențeze pe Pierre Janet, care s-a documentat mai departe în privința trăsăturilor TOC.  La începutul anilor 1910, Sigmund Freud a atribuit comportamentul obsesiv-compulsiv conflictelor inconștiente care se manifestă ca simptome. Freud descrie istoria clinică a unui caz tipic de „fobie de atingere” care ar fi început în copilăria timpurie, când persoana avea o puternică dorință de a atinge un obiect. Ca reacție, persoana dezvoltă o „interdicție externă” împotriva acestui fel de atingere. Oricum, această interzicere nu reușește „să elimine” dorința de a atinge; tot ce poate face e să reprime dorința și „să o introducă forțat în inconștient”. Psihanaliza freudiană a rămas forma dominantă de tratament pentru TOC până la mijlocul anilor 1980,:210–211 chiar dacă tratamentele medicale și terapeutice erau cunoscute și accesibile,:210 deoarece se credea pe scară largă că aceste tratamente vor fi dăunătoare pentru eficiența psihoterapiei.:210 La mijlocul anilor 1980, psihiatria a făcut o schimbare radicală subită cu privire la acest subiect:210 și a început să trateze TOC în primul rând prin medicină și terapie practică mai degrabă decât prin psihanaliză.:210

### Cazuri notabile
John Bunyan (1628–1688), autorul alegoriei Călătoria pelerinului, a prezentat simptome ale TOC (care n-au fost totuși numite).:53–54 În timpul celei mai severe perioade ale acestei condiții, murmura aceeași frază din nou și din nou adresându-se sieși, în timp ce se balansa înainte și înapoi.:53–54 Mai târziu și-a descris obsesiile în autobiografia sa Har din abundență pentru căpetenia păcătoșilor,:53–54 scriind, „Aceste lucruri pot părea ridicole pentru alții, chiar la fel de ridicole precum sunt în sine, dar pentru mine sunt cele mai chinuitoare cugetări.”:54 A scris două pamflete cu sfaturi pentru cei care suferă de anxietăți asemănătoare.:217–218 În unul dintre ele, avertizează împotriva îngăduirii compulsiilor::217–218 „Aveți grijă să evitați necazul spiritului de pe calea greșită: promițând să vă îndreptați pe voi înșivă și să duceți o nouă viață, prin performanțele sau datoriile voastre.”:218
Poetul, eseistul și lexicograful britanic Samuel Johnson (1709–1784) a suferit de asemenea de TOC.:54–55 Elabora ritualuri de străbatere a pragurilor ușii și în mod repetat mergea în susul și în josul scărilor numărând treptele.:55 Atingea fiecare stâlp de pe stradă când trecea pe lângă:55 pășea doar în mijlocul pavelelor de piatră:55 și îndeplinea sarcini în mod repetat de parcă n-ar fi fost făcute cum trebuie din prima.:55 Se știe că aviatorul și regizorul american Howard Hughes a avut TOC. Prietenii lui Hughes au făcut de asemenea mențiuni cu privire la obsesia sa legată de defecte minore în îmbrăcăminte. Aceasta a fost exprimată în Aviatorul (2004), film biografic al lui Hughes.

## Society and culture

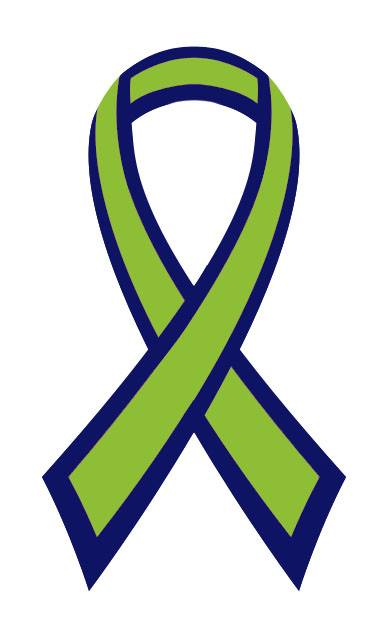
This ribbon represents Trichotillomania and other body focused repetitive behaviors. Concept for the ribbon was started by Jenne Schrader. Colors were voted on by the Trichotillomania Facebook community, and made official by Trichotillomania Learning Center in August 2013.

### Artă, divertisment și media
Filmele și programele TV adesea prezintă reprezentări idealizate ale unor tulburări precum TOC. Aceste descrieri pot duce la o mai mare conștientizare, înțelegere și simpatie pentru aceste tulburări din partea publicului.
- În filmul Mai bine nu se poate (1997), actorul Jack Nicholson joacă rolul unei persoane „cu tulburare obsesiv-compulsivă (TOC)”.[104] „Pe tot timpul filmului, Throughout the film, se angrenează în comportamente ritualice (i.e., compulsii) care îi distrug viața interpersonală și profesională”, o „reprezentare cinematică a psihopatologiei [care] descrie exact necazul și imixtiunea funcțională asociate cu TOC”. [104]
- Filmul Matchstick Men (2003), regizat de  Ridley Scott, prezintă un escroc pe nume Roy (Nicolas Cage) care are tulburare obsesiv-compulsivă. Filmul „începe cu Roy, acasă, care suferă de numeroase simptome obsesiv-compulsive, care iau forma unei nevoi pentru ordine și curățenie și o compulsie care constă în a deschide și închide ușa de trei ori, în timp ce le numără cu voce tare, înainte de a putea se putea mișca printre ele”. [105]
- În serialul TV de comedie dramatică detectivă misterioasă Monk (2002–2009), titularului Adrian Monk îi este frică atât de contactul uman cât și de murdărie.[106][107]

## Cercetarea
S-a sugerat că zahărul inozitol, întâlnit în natură, este tratament potrivit pentru TOC.
Deficiențele nutritive pot de asemenea contribui la TOC și la alte tulburări mintale. Vitaminele și suplimenți minerali pot ajuta în cazul unor asemenea tulburări și furniza nutrienți necesari pentru funcționare mentală adecvată.
μ-Opioizi, precum hidrocodonul și tramadolul pot ameliora simptomele TOC. Administrarea de tratament narcotice poate fi contraindicată la indivizii care iau concominent inhibitori CYP2D6 precum fluoxetina și paroxetina.
Multe din cercetările curente sunt devotate potențialului terapeutic al agenților care afectează lansarea neurotransmițătorului acid glutamic sau legarea de receptorii săi.  Aici sunt incluși riluzolul, memantina, gabapentina, N-acetilcisteina, topiramatul și lamotriginea.